# Santo Di Nuovo
Santo Di Nuovo (Catania, 3 giugno 1950) è uno psicologo italiano.

## Biografia
Professore emerito di psicologia generale presso l'Università di Catania, è noto per i suoi studi in materia di storia della psicologia, metodi e tecniche di ricerca psicologica, psicologia cognitiva e neuroscienze, psicologia giuridica e psicologia applicata.
Ha iniziato i suoi studi laureandosi prima in Filosofia nell'Università di Catania nel 1972, poi - indirizzato dal suo maestro Angelo Majorana - anche in Psicologia presso l'Università di Padova, dove poté avvalersi della guida metodologica di Fabio Metelli e altri docenti di quell'Ateneo.
Rientrato in Sicilia, lavorò come ricercatore e psicologo clinico nell'Istituto diretto da Angelo Majorana, prima di essere nominato nel 1990 professore straordinario di Tecniche di ricerca e analisi dei dati presso l'Università di Palermo. Tornò poi nell'Università di Catania, dove nel 2001 divenne preside della facoltà di Scienze della Formazione e fu poi dal 2014 direttore dell'omonimo dipartimento. 
Contribuì anche alla nascita del Corso di laurea in Psicologia nell'Università Kore di Enna, dove fu anche pro-rettore vicario fino al 2006. 
Per due mandati, dal 2017 al 2022, è stato presidente dell'Associazione italiana di Psicologia e dal 2014 al 2020 presidente dell'Accademia di belle arti di Catania.
Dal 2022 è presidente dell'Italian Network of Psychological Associations, affiliata alla European Federation of Psychological Associations (EFPA). Dal 2024 è President-elect della divisione 7 della International Association Applied Psychology (IAAP).
Autore di numerosi libri e di oltre 400 pubblicazioni in Italia e all'estero, ha un indicatore bibliometrico H index Scopus pari a 26 e Google Scholar pari a 40.

## Attività di ricerca edivulgazione
Ha condotto studi e collaborato con diversi gruppi di ricerca, e in svariati campi della psicologia, occupandosi prevalentemente degli aspetti metodologici e psicometrici e degli studi di valutazione delle implementazioni pratiche dei risultati ottenuti.
I principali ambiti di ricerca sono stati le funzioni cognitive di base, la disabilità mentale, la formazione e l'orientamento scolastico e lavorativo,, la psicologia clinica e più in generale l'individuazione dei fattori di rischio biopsicosociali che interferiscono con un adeguato funzionamento cognitivo, emotivo, comportamentale e sociale dell'individuo.
Altri ambiti hanno riguardato la percezione, l'attenzione e la loro valutazione, anche in ambito lavorativo, gli aspetti diagnostici della attenzione in diversi ambiti e la rigidità degli stili cognitivi, le durate temporali percepite psicologicamente, il benessere lavorativo, l'importanza dell'attività fisica come fattore di protezione per la depressione, la scuola inclusiva in Italia, il funzionamento delle psicoterapie, l'uso dei robot con i bambini disabili e autistici, ma anche nella prima infanzia.

## Opere (volumi in lingua italiana)
- Santo Di Nuovo e Franco Di Maria, L'aggressività umana. Teorie e tecniche d'indagine, Firenze, Giunti, 1984.
- Santo Di Nuovo e Franco Di Maria, Identità e dogmatismo, Milano, Franco Angeli, 1988, ISBN 88-20-42379-0.
- Santo Di Nuovo, La sperimentazione in psicologia applicata. Problemi di metodologia e analisi dei dati, Milano, Franco Angeli, 1992, ISBN 88-20-47240-6.
- Santo Di Nuovo, La meta-analisi. Fondamenti teorici e applicazioni nella ricerca psicologica., Roma, Borla, 1995, ISBN 88-26-31115-3.
- Santo Di Nuovo, Dino Giovannini e Silvana Loiero, Risolvere i problemi. Strategie cognitive e competenze relazionali, Torino, UTET, 1999, ISBN 88-77-50537-0.
- Santo Di Nuovo (a cura di), Mente e immaginazione. La progettualità creativa in educazione e terapia, Milano, Franco Angeli, 1999, ISBN 88-46-41435-7.
- Santo Di Nuovo, Attenzione e concentrazione. 7 test e 12 training di potenziamento, Trento, Erickson, 2000, 3ª ed. 2016, 4ª ed. (App) 2024,, ISBN 978-88-590-0385-4.
- Santo Di Nuovo e Serafino Buono (a cura di), Strumenti psicodiagnostici per il ritardo mentale, Milano, Franco Angeli/Linea Test, 2002 2ª ed. 2010, ISBN 978-8856824056.
- Santo Di Nuovo (a cura di), Orientamento e formazione. Progetti ed esperienze nella scuola e nell’università, Firenze, Giunti/OS, 2003, ISBN 88-09-03503-8.
- Santo Di Nuovo e Maurizio Cuffaro, Il Rorschach in pratica. Strumenti per la psicologia clinica e l’ambito giuridico, Milano, Franco Angeli, 2004, ISBN 88-46-45475-8.
- Santo Di Nuovo e Girolamo Lo Verso (a cura di), Come funzionano le psicoterapie, Milano, Franco Angeli, 2005, ISBN 88-46-46593-8.
- Santo Di Nuovo (a cura di), La valutazione dell’attenzione: dalla ricerca sperimentale ai contesti applicativi, Milano, Franco Angeli, 2006, ISBN 88-46-48003-1.
- Santo Di Nuovo (a cura di), Dalla formazione al lavoro. Ipotesi e strumenti di orientamento professionale, Firenze, Giunti/OS, 2006, ISBN 88-09-05007-X.
- Santo Di Nuovo e Zira Hichy, Metodologia della ricerca psicosociale, Bologna, Il Mulino, 2007, ISBN 978-88-15-11970-4.
- Santo Di Nuovo, Misurare la mente. I test cognitivi e di personalità, Bari-Roma, Laterza, 2008, ISBN 978-88-420-8799-1.
- Santo Di Nuovo, Elementare, Watson! Criteri e metodi per la ricerca e l'investigazione, Troina, Città Aperta, 2010, ISBN 978-88-8137-437-3.
- Santo Di Nuovo e Luciano Rispoli, L'analisi funzionale dello stress. Dalla clinica alla psicologia applicata, Milano, Franco Angeli, 2011, ISBN 978-88-568-4087-2.
- Santo Di Nuovo e Salvatore Aleo, Responsabilità penale e complessità., Milano, Giuffré, 2011, ISBN 978-8814163319.
- Santo Di Nuovo e Arturo Xibilia, Il diritto e la mente. Elementi di psicologia giuridico-forense, Leonforte, Euno, 2012, ISBN 978-88-97085-66-9.
- Santo Di Nuovo e Paola Magnano, Competenze trasversali e scelte formative. Strumenti per valutare metacognizione, motivazione, interessi e abilità sociali per la continuità tra livelli scolastici, Trento, Erickson, 2013, ISBN 978-88-590-0154-6.
- Santo Di Nuovo e Renzo Vianello, Deterioramento cognitivo: forme, diagnosi e intervento, Milano, Franco Angeli, 2013, ISBN 978-88-20-45630-6.
- Santo Di Nuovo, Silvia Lanfranchi e Renzo Vianello, Bisogni educativi speciali. Il funzionamento intellettivo limite o borderline, Bergamo, Junior, 2014, ISBN 978-88-8434-742-8.
- Santo Di Nuovo, Prigionieri delle neuroscienze?, Firenze, Giunti, 2014, ISBN 978-88-09-79205-0.
- Santo Di Nuovo, Maria Guarnera e Sabrina Castellano, Mental Imagery Test, Firenze, Hogrefe, 2014, ISBN 978-88-590-0154-6.
- Santo Di Nuovo, Enrico Visani e Camillo Loriedo, Il FACES IV. Il modello circonflesso di Olson nella clinica e nella ricerca, Milano, Franco Angeli, 2014, ISBN 978-88-204-7474-4.
- Santo Di Nuovo e Angelo Cangelosi, Vita naturale, vita artificiale. Tecniche di simulazione e applicazioni educative e cliniche, Milano, Franco Angeli, 2015, ISBN 9788891714329.
- Santo Di Nuovo e Angelo Cangelosi, La mente simulata: Intelligenza artificiale e robot nella vita quotidiana, Firenze, Giunti (PsicoBook), 2017, ISBN 978-88-09-80513-2.
- Santo Di Nuovo, Alunni speciali, bisogni speciali. Interventi psicologici per i BES, Bologna, Il Mulino, 2018, ISBN 978-8815279712.
- Santo Di Nuovo, La diagnosi psicologica per l'infanzia e l'adolescenza. Obiettivi e strumenti, Milano, Franco Angeli, 2024, ISBN 978-88-351-4997-2.